# طلسم‌شده (ترانه تیلور سوئیفت)
«جادوشده» (به انگلیسی: Enchanted) تک‌آهنگی تبلیغاتی از خواننده-ترانه‌سرای آمریکایی تیلور سوئیفت است که در سومین آلبوم استودیویی‌اش، حالا صحبت کن (۲۰۱۰) قرار داشت.